# SIBLING蛋白
SIBLING蛋白是一種非胶原蛋白，是骨和牙本质的细胞外基质的组成部分。其英文部分「SIBLING」为小整联N-连接糖蛋白（small integrin-binding ligand, N-linked glycoprotein）的缩写。有证据表明SIBLING蛋白在这些组织的矿化中起关键作用。
下列蛋白质属于SIBLING蛋白：
1. 骨桥蛋白  Osteopontin (OPN) 或分泌磷蛋白1 Secreted phosphoprotein 1 (SPP1)；
2. 骨涎蛋白  bone sialoprotein （BSP）；
3. 牙本质基质蛋白1  Dentin matrix protein 1 (DMP1)；
4. 牙本质唾液酸磷酸蛋白 Dentin sialophosphoprotein (DSPP)；
5. 基质细胞外磷酸糖蛋白  Matrix extracellular phosphoglycoprotein (MEPE)。

编码SIBLING家族蛋白的基因位于人类染色体4q21-23上。